# 赫馬里夫卡 (津科夫區)
50°12′18″N 34°27′35″E / 50.20500°N 34.45972°E
赫馬里夫卡（烏克蘭語：Хмарівка），是烏克蘭中部的村莊，隸屬波爾塔瓦州的波爾塔瓦區。該村處於格倫河右岸，面積0.83平方公里，海拔高度163米，2001年人口75。